# Nacionalni park Bank-d’Argen
Nacionalni park Bank-d’Argen (arapski: حوض آركين, francuski: Parc National du Banc d'Arguin) je nacionalni park u Argenskom zalivu na zapadnoj obali Mauritanije, između mesta Nuakšot i Nuadibu. Bank-d’Argen je osnovan kao park prirode, a 1978. godine je pretvoren u nacionalni park površine od 12.000 km². Upisan je 1989. godine na Uneskov spisak mesta svetske baštine u Africi zbog njegove velike bioraznolikosti u kontrastu škrte pustinje i bogatog primorja.

## Istorija
Argenski zaliv je zbog svog strateškog položaja promenio kolonijalnu vlast nebrojeno puta. Prvi Evropljanin koji ga je posetio bio je portugalski istraživač Nuno Trištan 1443. godine. Portugalci su 1445. na ostrvu Argen osnovali trgovačku postaju (koja je kasnije utvrđena) sa koje se trgovalo gumarabikom. Do 1455. godine, oko 800 robova je isplovljavalo s Argena svake godine.
Godine 1633, tokom rata protiv Španije (koja je tada vladala Portugalijom), Holandija je preuzela kontrolu nad zalivom koji je ostao pod njihovom vlašću sve do 1678. godine. Britanci su ga osvojili 1665, a Francuzi nakratko u septembru 1678. godine. Zaliv je tada bio napušten sve do 1685. godine.
Argenski zaliv je od 1685 - 1721. godine bio kolonija Brandenburga i Pruske (do 1701. kneževine Brandenburg, zatim Kraljevina Pruska). Francuska je tada preuzela kontrolu nad zalivom, samo da bi ga opet sledeće godine predala Holandiji. Francuska ga je vratila od 1724. do 1728. kada se vratio pod kontrolu mauritanskih plemenskih poglavara. Iako je pripao Francuskoj prema Bečkom kongresu 1815. godine, zaliv je postao francuski posed tek tokom ranog dvadesetog veka kao deo francuske kolonije Mauritanije. U njegovom plićaku se 1816. godine nasukao francuski brod Meduza, čija je tragična sudbina mornara postala temom slavne slike Teodora Žerika, Splav Meduze. Zaliv je ostao pod francuskom upravom do Mauritanske neovisnosti 1960. godine.

## Odlike
Unutar parka Bank-d’Argen nalazi se 15 ostrva od kojih su najveća Argen, Tidra, Nirumi, Ner i Kiži, povezana plićakom koji ispunjava gotovo celi zaliv. Upravo su te peščane obale važno gnezdilište oko 3 miliona jedinki i 108 vrsta ptica selica kao što su morske ptice pelikani, kormorani i čigre, te močvarice: plamenci, čaplje, žličarka (Platalea leucorodia), širokokljuna peščana močvarica Limicola falcinellus, Chlidonias niger, prstenasti kulik (Charadrius hiaticula), sivi kulik (Pluvialis squatarola), Calidris canutus i dr. Okolne vode su jedne od ribom najbogatijih u zapadnoj Africi u kojima obitava više vrsta delfina i morskih kornjača. Retka vrsta ribe Rhynchorhina mauritaniensis jedino obitava u ovom regionu.
Uprkos zaštiti, njegove okolne vode su žrtva prekomjernog ribolova, što uveliko utiče na kolonije ptica u parku. Naime, Mauritanija je 2006. godine prodala koncesiju na ribolov u ovom području Europskoj Uniji za umanjenje njenog vanjskog duga. Taj postupak je osudilo lokalno stanovništvo plemena Imragen (kojih oko 500 živi u selima na obalama parka) nazivajući ga oblikom neokolonijalizma i osudom održivog razvoja.
Od morskih sisara, ugrožene vrste se mogu videti ovde tokom cele godine; na primer, sredozemne morske medvedice, аtlanski grbavi delfini i afalini. Ovde se isto tako mogu videti orke, kitovi ubice, grindi, Risovi delfini, i drugi delfini (obični, krupnozubi). Kitovi perajari i morske svinje isto tako posećuju ovu oblast. Prevashodno priobalske vrste kitova kao što su severoatlantski ledeni kitovi, i sad izumrli atlanski sivi kitovi su isto tako bili zapaženi u ovoj oblasti. Drugi kitovi usani koji su povremeno prisutni su: grbavi kitovi, sej-kitovi, plavi kitovi, Brajdovi, i minkiji. Oni su viđeni u obalskim i priobalskim vodama.

## Galerija slika
- Plićak Bank-d’Argen
- Šljunčana obala ostrva Argen
- Portugalsko utvrđenje Argen 1721. godine
- Teodor Žerik, Splav Meduze, 1819, Luvr[20][21]

## Literatura
- Levin, Simon A. (2013). Encyclopedia of Biodiversity. ACADEMIC PressINC. ISBN 978-0-12-384719-5.
- Lévêque, Christian; Mounolou, Jean-Claude (2004). Biodiversity. Wiley. ISBN 978-0-470-84957-6.
- Margulis, Lynn; Schwartz, Karlene V.; Dolan, Michael (1999). Diversity of Life: The Illustrated Guide to the Five Kingdoms. Sudbury: Jones & Bartlett Publishers. ISBN 978-0-7637-0862-7.
- Markov, A. V.; Korotayev, A. V. (2007). „Phanerozoic marine biodiversity follows a hyperbolic trend”. Palaeoworld. 16 (4): 311—318. doi:10.1016/j.palwor.2007.01.002.
- Moustakas, A.; Karakassis, I. (2008). „A geographic analysis of the published aquatic biodiversity research in relation to the ecological footprint of the country where the work was done”. Stochastic Environmental Research and Risk Assessment. 23 (6): 737—748. doi:10.1007/s00477-008-0254-2.
- Novacek, Michael J. (2001). The Biodiversity Crisis: Losing what Counts. New Press. ISBN 978-1-56584-570-1.
- D+C-Interview with Achim Steiner, UNEP: "Our generation's responsibility
- Mora, C.; Tittensor, D. P.; Adl, S.; Simpson, A. G. B.; Worm, B. (2011).  Mace, Georgina M, ур. „How Many Species Are There on Earth and in the Ocean?”. PLOS Biology. 9 (8): e1001127. PMC 3160336 . PMID 21886479. doi:10.1371/journal.pbio.1001127 .
- Pereira, H. M.; Navarro, L. M.; Martins, I. S. S. (2012). „Global Biodiversity Change: The Bad, the Good, and the Unknown”. Annual Review of Environment and Resources. 37 (1): 25—50. Bibcode:2012ARER...37...25P. doi:10.1146/annurev-environ-042911-093511.

## Spoljašnje veze
- „Službena stranica parka Bank-d’Argen”. Архивирано из оригинала 03. 01. 2011. г. Приступљено 30. 01. 2019.
- „Portugalska utvrda Arguin”. Архивирано из оригинала 25. 12. 2010. г. Приступљено 30. 01. 2019.